# Пийп, Борис Иванович
Бори́с Ива́нович Пийп (24 октября [6 ноября] 1906, Санкт-Петербург — 10 марта 1966, Петропавловск-Камчатский) — советский учёный-геолог, петрограф, вулканолог. Основатель и первый директор Института вулканологии СО АН СССР (1962—1966). Член-корреспондент АН СССР.Специалист по динамике, физике и химии вулканических извержений, термальным водам.

## Биография
Родился 24 октября (6 ноября) 1906 года в Санкт-Петербурге.
Окончил Ленинградский горный институт в 1931 году.
После окончания — ассистент и доцент кафедры петрографии этого же института до 1938 года. Вёл полевые исследования на Камчатке и Урале.
С 1940 года работал в Лаборатории вулканологии АН СССР.
В 1940—1946 и 1950—1954 — начальник Камчатской вулканологической станции.
С 1963 года — директор института вулканологии АН СССР.
Труды посвящены изучению вулканов, термальных источников и геологического строения Камчатки. Им детально исследован ряд извержений вулканов различного типа. В его трудах содержатся фактические данные по динамике, физике и химии извержений и происхождению термальных вод.
Скончался 10 марта 1966 года в Петропавловске-Камчатском. Похоронен в Москве на Новодевичьем кладбище.

## Награды и премии
- Награждён орденом Красной Звезды
- медалями[уточнить]
- За монографию о вулканах Ключевской группы Пийпу присуждена в 1956 году премия Президиума АН СССР.

## Членство в организациях
- 1945 — КПСС
- 1958 — член-корреспондент АН СССР. C 28 марта 1958 года, Сибирское отделение (геология, география)
- 1963 — Вице-президент Международной ассоциации вулканологии.

## Память
В честь Б. И. Пийпа названы:
- Пийп (вулкан) — активный подводный вулкан в Командорской котловине
- Ледник Пийпа — Ключевская Сопка
- Побочный прорыв Пийпа — Ключевская Сопка
- Минерал пийпит — сложный сульфат калия и меди с формулой K2Cu2(SO4)2O
- Бульвар Пийпа — в городе Петропавловск-Камчатский, на котором расположен Институт вулканологии и сейсмологии ДВО РАН.

## Семья
- Дочь— Пийп Валентина Борисовна (12.10.1939–05.06.2016) —родилась в Ленинграде. Окончила геологический факультет МГУ (1961). Кандидат геолого-минералогических наук (1968), доктор геолого-минералогических наук (1989). Старший научный сотрудник (1990). Ведущий научный сотрудник кафедры сейсмометрии и геоакустики геологического факультета (1993)[5][6].